# 干鰯
干鰯（ほしか）とは、イワシを乾燥させて製造した有機質肥料の一種。販売肥料（commercial fertilizer）のうち、魚肥（fish manure）に分類される。周囲を海に囲まれた日本列島では古くから魚肥は使用されており、江戸時代にはかなり大量に使用されていた。

## 概要
農業を兼業していた漁民が余った魚類、特に当時の日本近海で獲れる代表的な魚であった鰯を乾燥させ、肥料として自己の農地に播いたのが干鰯の始まりと言われている。この背景には、鎌倉時代から室町時代にかけて、二毛作導入によって肥料の需要が高まったことがある。16世紀頃になると地域によっては魚肥の利用が始まった。気候の温暖化によって鰯が豊漁となり、干鰯が生産されたからである。
魚肥の素材となった種類であるが、利用されたのは、料理用の煮干し（いりこ）と同じもので、主にカタクチイワシである（正月料理の「田作（たづくり）」も肥料にされたことに由来すると言われる）。だがマイワシの魚肥も含まれた。干鰯の産地には肥前・伊予など九州・四国方面が含まれるが、たとえば平戸藩名産として「白干鰯」と挙げられる物品は、マイワシの丸干しのこと、とされる。

## 歴史
もとより江戸時代から「房州本場干鰯」といい、安房・下総・上総など房総半島（現：千葉県）で多く水揚げされた。
安房郡内湾海岸の八手網による干鰯は「中西物」といい、不良だが、粕は上質であり、外房海岸の八手網によるものは「房州西方干鰯」といつて、薄身であるが上質であり、上総國富津附近の八手網によるものは「内海」といつて上質であり、上總九十九里浦の地曳網によるものは、水鰯を洗い、厚莚の上で乾燥するので上質であつて、「南場」といい、「北場は片貝附近の干鰯で水鰯を洗わず、薄莚で乾燥するので下物であり、下総九十九里浦のものは「下物」といい、南の濱では地曳網、北の磯では八手網を用い、北場より上質であつた。 
上総国九十九里浜の地引き網は、すでに1555年に関西の漁民がこれを導入したことが知られている
17世紀後半に入ると、商品作物の生産が盛んになった。それに伴い農村における肥料の需要が高まり、草木灰や人糞などと比較して安くて即効性にもすぐれた干鰯が注目され、商品として生産・流通されるようになった。
干鰯の利用が急速に普及したのは、干鰯との相性が良い綿花を栽培していた上方及びその周辺地域であった。上方の中心都市・大坂や堺においては、干鰯の集積・流通を扱う干鰯問屋が成立した。1724年の統計では日本各地から大坂に集められた干鰯の量は130万俵に達した。
当初は、上方の干鰯は多くは紀州などの周辺沿岸部や、九州や北陸など比較的近い地域の産品が多かった。ところが、18世紀に入り江戸を中心とした関東を始め各地で干鰯が用いられるようになると、需要に生産が追い付かなくなっていった。更に供給不足による干鰯相場の高騰が農民の不満を呼び、農民と干鰯問屋の対立が国訴（農民闘争の一形態）に発展する事態も生じた。そのため、干鰯問屋は紀州など各地の網元と連携して新たなる漁場開拓に乗り出すことになった。その中でも房総を中心とする「東国物」や蝦夷地を中心とする「松前物」が干鰯市場における代表的な存在として浮上することとなった。
房総（千葉県）は近代に至るまで鰯の漁獲地として知られ、かつ広大な農地を持つ関東平野に近かったことから、紀州などの上方漁民が旅網や移住などの形で房総半島や九十九里浜沿岸に進出してきた。鰯などの近海魚を江戸に供給するとともに長く干鰯の産地として知られてきた（地引網などの漁法も上方から伝えられたと言われている）。
一方、蝦夷地では鰯のみではなく鰊（かずのこを含む）やマス類が肥料に加工されて流通した。更に幕末以後には鰯や鰊を原料にした魚油の大量生産が行われるようになり、油を絞った後の搾りかすが高級肥料の鰊粕として流通するようになった。
明治10年（1898年）頃までは干鰯と菜種油粕が有機質販売肥料の主流を占めていたが、明治15年（1904年）頃にニシン搾粕が生産量で干鰯を上回っている。昭和初期には肥料としての役割をほぼ終える。魚肥全体の生産量は昭和11年（1936年）で46万トンあったが、戦後は化学肥料の生産増加に伴い減少し昭和42年（1967年）には8万トンが生産されたに過ぎない。現在、干鰯が肥料として使われることはほとんどない。